# Montevideo, fondeadero
Montevideo, fondeadero är en vik i Antarktis. Den ligger i Sydshetlandsöarna. Argentina, Chile och Storbritannien gör anspråk på området.